# Емауска куга
Емауска куга (طاعون عمواس на арапском, та`ун 'амвāс транслитерација), такође позната као Куга Амваса, била је пандемија заразне болести, вероватно бубонске куге, која је године 639. избила у граду Емаус (данашњи Амвас) у Палестини. Град, који се спомиње у Новом завету и који је верватно уништен у јеврејско-римским ратовима је био обновљен као Никополис 221. од стране римског цара Елагабала. 630-их су га заузеле арапско-муслиманске трупе Рашидунског калифата и у њему подигле логор.
Епидемија која је избила има бројне референце у исламским изворима, с обзиром да је узроковала смрт великог броја ашабија - истакнутих следбеника и сапутника пророка Мухамеда. Процењује се да је због ње умрло 25.000 људи, и да је због ње Рашидунски калифат након муњевитих освајања у претходне четири године морао привремено да обустави даље походе. Верује се да је Емауска куга једна у серији епидемија које су у 6, 7. и 8. веку следиле знамениту Јустинијанову кугу.